# Semnocera procellaris
Semnocera procellaris là một loài bướm đêm thuộc họ Gracillariidae. Nó được tìm thấy ở Nam Phi.
Ấu trùng ăn Ekebergia species. Chúng ăn lá nơi chúng làm tổ.